# Swingfield
Swingfield es una parroquia civil y un pueblo del distrito de Folkestone and Hythe, en el condado de Kent (Inglaterra).

## Geografía
Según la Oficina Nacional de Estadística británica, Swingfield tiene una superficie de 8,88 km².

## Demografía
Según el censo de 2001, Swingfield tenía 1171 habitantes (50,38% varones, 49,62% mujeres) y una densidad de población de 131,87 hab/km². El 16,82% eran menores de 16 años, el 75,83% tenían entre 16 y 74 y el 7,34% eran mayores de 74. La media de edad era de 43,3 años. Del total de habitantes con 16 o más años, el 20,43% estaban solteros, el 66,12% casados y el 13,45% divorciados o viudos.
El 96,24% de los habitantes eran originarios del Reino Unido. El resto de países europeos englobaban al 1,71% de la población, mientras que el 2,05% había nacido en cualquier otro lugar. Según su grupo étnico, el 98,8% eran blancos, el 0,94% mestizos y el 0,26% chinos. El cristianismo era profesado por el 82,1%, el budismo por el 0,43%, el judaísmo por el 0,26% y cualquier otra religión, salvo el hinduismo, el islam y el sijismo, por el 0,26%. El 9,55% no eran religiosos y el 7,42% no marcaron ninguna opción en el censo.
541 habitantes eran económicamente activos, 523 de ellos (96,67%) empleados y 18 (3,33%) desempleados. Había 478 hogares con residentes, 10 vacíos y 3 eran alojamientos vacacionales o segundas residencias.